# Mogens Schou
Mogens Abelin Schou (født 24. november 1918, død 29. september 2005) var en dansk psykiater, hvis forskning i lithium førte til dets anvendelse som behandling for bipolar lidelse.

## Tidlige år
Schou blev født i København, Danmark, den 24. November 1918. Hans far var psykiater og medicinsk direktør for et stort mentalsygehus. Schou valgte at studere medicin med det specifikke mål at drive forskning i manio-depressiv lidelse (nu almindeligvis benævnt bipolar lidelse). Han dimitterede med en grad i medicin fra Københavns Universitet i 1944. Efter sin uddannelse i klinisk psykiatri studerede han også eksperimentel biolog.

## Forskning
Schous forskning fokuserede på de terapeutiske anvendelser af lithium hos patienter med affektive lidelser.
Den psykofarmakologiske æra begyndte for alvor i 1949, med en artikel udgivet af John Taylor om de observerede anti-maniske virkninger af lithium i Australien. Fascineret af disse resultater bekræftede Schou, der i mellemtiden var blevet tilknyttet Institut for Psykiatrisk Forskning ved Aarhus Universitet, disse resultater i en dobbelt-blind placebo-kontrolleret studie, sammen med sine kolleger.
I begyndelsen af 1960'erne, gjorde G. P. Hartigan, Poul Chr. Baastrup og Schou, uafhængigt af hinanden, sporadiske observationer der antydede at lithium også havde forebyggende egenskaber for manio-depressiv lidelse. Efterfølgende arbejdede Baastrup og Schou sammen, og i et ikke-blindet forsøg med lithium, blev deres foreløbige resultater bekræftet. De vurderede at deres resultater var så signifikante at de konkluderede, at "lithium var det første lægemiddel der udviste en klar forebyggende effekt på en af de store psykoser'.
Men den Schou-Baastrupsk profylakse hypotese blev mødt med stor modstand af den britiske psykiatri. For Aubrey Lewis og Michael Shepard var lithium "farlig nonsens". Shepard, bakket op af Harry Blackwell, karakteriserede det blot som "etnterapeutisk myte', der efter deres mening, var baseret på 'alvorlige metodiske mangler" og "falske påstande". Selv begreber som uetisk og uvidenskabelig blev brugt. Efter at have overvejet de etiske aspekter der blev nævnt, foretog Schou og Baastrup et dobbelt-blindet forsøg med et fremadrettet-seponerings design og med tilfældig fordeling af manio-depressive patienter (der allerede tog lithium) med lithium eller placebo. Det bekræftede deres hypotese, der blev offentliggjort i The Lancet i 1970.
Han var klar over nogle af de begrænsninger der er ved lithium-behandling. Han bød indførelsen af andre profylaktisk medikamenter på markedet velkommen. Fra de foreliggende observationer, konkluderede han imidlertid, at anti-epileptika og atypiske antipsykotika virker hos andre typer af bipolare patienter, end for lithium.
Han var forfatter af mere end 500 publikationer, herunder tekster, forskningsartikler, artikler og kapitler i bøger. Han blev Professor Emeritus i Psykiatrisk Hospital i Risskov, Danmark.

## Priser og udmærkelser
Schou har offentliggjort ca. 540 arbejder indenfor lithium og lithium-terapi, og nogle af de priser han har modtaget omfatter:
- 1974—International Scientific Kitty Foundation Award (shared with Cade).
- 1982—John Cade Memorial Award.
- 1987—Albert Lasker Clinical Medical Research Award.
- 1995—International Society of Lithium Research’s Mogens Schou Prize for Lifetime Achievement.
- 2000—C.I.N.P’s Pioneers in Psychopharmacology Award.
- 2001—International Society For Bipolars’ Mogens Schou Award For Distinguished Contributions.
- 2004—NARSAD Lifetime Achievement Award.

Han har modtaget et æresdoktorat fra Charles Universitetet i Prag. I anerkendelse af hans resultater indenfor bipolar medicin, blev han udnævnt til ærespræsident for International Society for Bipolar Disorders. Samtidig blev Mogens Schou prisen indstiftet på selskabets biennale International Conference on Bipolar Disorder.